# Ligyrus laevicollis
Ligyrus laevicollis är en skalbaggsart som beskrevs av Bates 1888. Ligyrus laevicollis ingår i släktet Ligyrus och familjen Dynastidae. Inga underarter finns listade i Catalogue of Life.